# Козлов Олексій Іванович (партійний діяч)
Олексій Іванович Козлов (нар. 18 лютого 1904, село Бельково Московської губернії, тепер Рузького району Московської області, Російська Федерація — 23 липня 1992, місто Москва) — радянський державний діяч, 1-й секретар Читинського обласного комітету КПРС, голова Читинського облвиконкому. Кандидат у члени ЦК КПРС у 1956—1961 роках. Депутат Верховної ради РРФСР 3—4-го скликань. Депутат Верховної ради СРСР 5-го скликання.

## Життєпис
Народився в родині робітника. З 1919 по 1923 рік працював у сільському господарстві батьків в селі Бельково Московської губернії. У 1919 році вступив до комсомолу.
У 1923—1925 роках — завідувач відділу політичної просвіти, секретар Рузького волосного комітету комсомолу Московської губернії.
У 1925—1927 роках — завідувач організаційного відділу Єгор'євського повітового комітету ВЛКСМ Московської губернії.
Член ВКП(б) з 1926 року.
У 1927—1928 роках — секретар Шатурського районного комітету ВЛКСМ Московської губернії.
У 1928—1929 роках — секретар партійного комітету Шатурських торфорозробок Московської губернії.
У 1929—1930 роках — заступник завідувача організаційного відділу Орєхово-Зуєвського окружного комітету ВКП(б).
У 1930—1931 роках — секретар партійного комітету фабрики в місті Орєхово-Зуєво Московської області.
У 1931—1932 роках — заступник керуючого Московського обласного тресту торф'яної промисловості.
У 1932—1933 роках — слухач Промислової академії імені Л. М. Кагановича в Москві.
У 1933—1935 роках — начальник політичного відділу Шиловської машинно-тракторної станції (МТС) на Рязанщині.
У 1935—1936 роках — секретар районного комітету ВКП(б). 
У 1936—1938 роках — заступник завідувача сільськогосподарського відділу Московського обласного комітету ВКП(б).
У 1938—1940 роках — начальник управління конярства Московського обласного земельного відділу.
У 1940—1941 роках — начальник інспекції при народному комісарі землеробства СРСР.
У 1941—1942 роках — у Червоній армії, учасник німецько-радянської війни. У 1942 році був важко поранений і демобілізований із армії.
У 1942—1943 роках — начальник інспекції при народному комісарі землеробства СРСР.
У 1943 році — слухач Вищої школи партійних організаторів при ЦК ВКП(б).
У 1943—1946 роках — інструктор сільськогосподарського відділу ЦК ВКП(б).
У 1946—1947 роках — завідувач сектора Управління із перевірки партійних органів ЦК ВКП(б).
У 1947—1950 роках — слухач Вищої партійної школи при ЦК ВКП(б).
У липні 1950 — серпні 1953 року — 2-й секретар Читинського обласного комітету ВКП(б) (КПРС).
У серпні 1953 — квітні 1955 року — голова виконавчого комітету Читинської обласної ради депутатів трудящих.
5 квітня 1955 — 13 квітня 1961 року — 1-й секретар Читинського обласного комітету КПРС.
З 1961 року — персональний пенсіонер союзного значення в Москві.
Помер 23 липня 1992 року. Похований в Москві на Кунцевському цвинтарі.

## Нагороди
- орден Леніна (14.12.1957)
- орден Трудового Червоного Прапора (26.04.1957)
- орден Вітчизняної війни І ст. (5.02.1988)
- орден Вітчизняної війни ІІ ст. (.07.1945)
- медаль «За відвагу» (6.11.1945)
- медаль «За освоєння цілинних земель» (22.07.1957)
- медаль «За трудову доблесть» (29.12.1959)
- медалі